# Alexander L. George
Pour les articles homonymes, voir George.
Alexander L. George (31 mai 1920 à Chicago – 16 août 2006 à Seattle) est un spécialiste américain du comportement. Il est professeur Graham H. Stuart de sciences politiques à l'université Stanford. Il a apporté des contributions importantes à la psychologie politique, aux relations internationales et à la méthodologie des sciences sociales.

## Biographie
Ses parents sont des Assyriens d'Ourmia, au nord-ouest de la Perse. Il obtient des diplômes de premier cycle et des cycles supérieurs à l'université de Chicago, où il obtient son doctorat en sciences politiques en 1958.
Selon David A. Hamburg, il est parmi les premiers à amener les spécialistes du comportement à étudier les questions « très douloureuses et dangereuses » de la gestion des crises nucléaires pendant la guerre froide et à transmettre leurs connaissances directement aux dirigeants politiques.
Il reçoit le Prix Bancroft en 1975, une bourse de la Fondation MacArthur en 1983. En 1997, il reçoit le prix de l'Académie nationale des sciences pour la recherche comportementale relative à la prévention de la guerre nucléaire et en 1998 le Prix Johan Skytte de science politique. Il devient membre, en 2000 de la Société américaine de philosophie.

## Publications
- Alexander L. George et Juliette L. George, Woodrow Wilson and Colonel House: a personality study, Courier Dover Publications, 1964 (ISBN 978-0-486-21144-2, lire en ligne )
- The Chinese Communist Army in Action; The Korean War and Its Aftermath, Columbia University Press, 1969 (ISBN 978-0-231-08595-3, lire en ligne)
- Alexander L. George et Richard Smoke, Deterrence in American Foreign Policy: Theory and Practice, Columbia University Press, 1974 (ISBN 978-0-231-03838-6, lire en ligne )
- Managing U.S.-Soviet Rivalry: Problems of Crisis Prevention, Westview Press, 1983 (ISBN 978-0-86531-500-6)
- U.S.-Soviet security cooperation: achievements, failures, lessons, Oxford University Press, 1988 (ISBN 978-0-19-505398-2, lire en ligne )
- Avoiding war: problems of crisis management, Westview Press, 1991 (ISBN 978-0-8133-1232-3)
- Forceful persuasion: coercive diplomacy as an alternative to war, United States Institute of Peace Press, 1991 (ISBN 978-1-878379-14-6)
- Alexander L. George et Juliette L. George, Presidential personality and performance, Westview Press, 1998 (ISBN 978-0-8133-2591-0, lire en ligne)
- Alexander L. George et Andrew Bennett, Case studies and theory development in the social sciences, MIT Press, 2005 (ISBN 978-0-262-57222-4, lire en ligne)
- On Foreign Policy: Unfinished Business, Paradigm Publishers, 2006 (ISBN 978-1-59451-264-3)
- George, Alexander/Simons William E., 1994: The Limits of Coercive Diplomacy, Colorado/Oxford: Westview Press